# Джессі Рамсден
Дже́ссі Ра́мсден FRS FRSE (англ. Jesse Ramsden; 6 жовтня 1735 — 5 листопада 1800) — британський математик, астроном та науковець. Він отримав репутацію градуювальника та конструктора ділильних машин, що дозволяли створювати прилади високої точності для вимірювання кутів та довжин. Він виготовив навігаційні астрономічні прилади, які використовувались на морі для визначення широт, а також геодезичні прилади, які широко використовувались для картографії та обстеження земель як у Британській імперії, так і за її межами. Ахроматичний окуляр, який він винайшов для телескопів та мікроскопів, продовжує називатися окуляром Рамсдена.

## Життєвий шлях
Рамсден народився в Салтерхебблі, Галіфакс, Західний райдінг Йоркширу, Англія син Томаса Рамсдена, трактирника та його дружини Ебігейл, уродженої Флатер.
Відвідував школу в Галіфаксі з 1744 по 1747. У віці дванадцяти років його відправили до свого дядька по матері, містера Крейвена, в Північний Райдинг, де він вивчав математику у Містер Холл. Після навчання в Галіфаксі, він виїхав до Лондона, де в 1755 році став клерком на складі тканин. У 1758 році він навчався у виробника математичних приладів і він виявився настільки талановитим, що через чотири роки зміг створити власний бізнес. Якість та точність його інструментів надали йому репутацію найбільш здібного виробника інструментів у Європі протягом наступних сорока років до його смерті в 1800-му.
У 1765 році Рамсден одружився з Сарою Доллонд, дочкою Джона Доллонда, відомого виробника високоякісних лінз та оптичних приладів. Рамсден отримав частку в патенті Доллонда на ахроматичну лінзу як посаг дружини. Про їхнє спільне життя відомо мало, але Сара не супроводжувала його, коли він переїхав до своєї майстерні (та дому). У 1773 році Рамсден переїхав до Пікаділлі, але Сара та її син жили на Хеймаркеті в будинку, що належав родині її батька. На момент своєї смерті 29 серпня 1796 року вона мешкала в будівлі Геркулеса, біля Вестмінстерської дороги, Ламбет. У у кінці свого життя він жив над майстернею разом із низкою своїх учнів. У Рамсденів було два сини і дві дочки, лише Джон пережив дитинство. Пізніше Джон став командиром флоту Ост-Індської компанії.
Ділильна машина Рамсдена дозволяла робити прилади меншими за розмірами без втрати точності вимірювань. Права на портативний секстант, розроблений Рамсденом і використаний для морської навігації, були придбані Радою довготи в 1777 році за 300 фунтів стерлінгів. Додатково було сплачено 315 фунтів стерлінгів, щоб інші майстри могли використовувати деталі його конструкції. Він також отримав плату за обслуговування інструментів.
Рамсден мав доброзичливий характер, але в той же час обурював своїх клієнтів своїм запізненням у здійсненні покупок, особливо більших комісій. Його трирічна затримка з наданням Вільяму Рою теодоліту для англо-французького опитування (1784—1790) спровокувала публічний суперечку на порталах Королівського товариства та його Філософських угод. Багато затримок можна було пояснити прагненням Рамсдена до вдосконалення, оскільки він постійно вдосконалював свої конструкції, коли виявлялися найменші недоліки.
Рамсден був обраний до Королівського товариства в 1786 р. І до Королівського товариства Единбурга в (ймовірно) 1798 р. Медаль Коплі Королівського товариства була вручена йому в 1795 році за його «різні винаходи та вдосконалення філософських інструментів».
Здоров'я Рамсдена почало підводити, і він поїхав до Брайтона на південному узбережжі, щоб спробувати скористатися його кращим кліматом, але помер там 5 листопада 1800. Він був похований у церкві Святого Джеймса на Пікаділлі 13 листопада. Його виробництвом приладів у Лондоні взяв його бригадир Метью Берже до самої смерті в 1819 році. Садиба перейшла до його сина. Багато учнів Рамсдена, такі як Вільям Кері, продовжували створювати власні інструментальні підприємства. Інші, такі як Едвард Тротон, включали ідеї Рамсдена у свої власні проекти.

## Інструменти Рамсдена

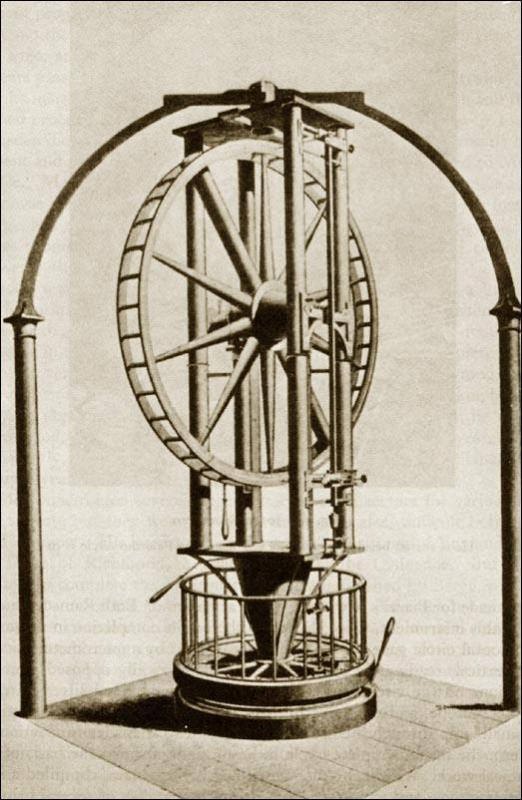
Коло Палермо діаметром 5 футів, виготовлене Джессі Рамсденом, для вимірювання видимого положення астрономічних об'єктів.

### Ділильні машини
Рамсден створив одну з перших високоякісних ділильних машин. Це призвело до його спеціалізації у виготовленні лімбів (кругових шкал), які наприкінці XVIII століття почали витісняти в обсерваторіях квадранти. Він опублікував Опис машини для градуювання математичних приладів у 1777 році.

### Інші інструменти
Він також винайшов електростатичні генератори.

### Геодезичні прилади
Приблизно в 1785 р. Рамсден надав генералу Вільяму Рою новий великий теодоліт який використовувався для вимірювання широти та довготи Лондона (Гринвіча) та Парижа, а згодом і для Основної тріангуляції Великої Британії. Ця робота послужила основою для подальшого огляду боєприпасів у графствах Великої Британії.

### Телескопи
Рамсден також відповідає за ахроматичний окуляр, названий на його честь. У найпростішій формі він складається з двох плоскоопуклих лінз із вигнутими сторонами, спрямованими одна до одної та розділених зазором приблизно на 2/3 їх фокусної відстані. Він мав додаткову перевагу, дозволяючи збільшити відстань (або рельєф очей) між кришталиком та оком. Таким чином, це також дозволило розмістити перед ним парасольки та призми.
Вихідну зіницю окуляра колись називали диском Рамсдена на його честь.
У 1791 році він завершив роботу телескопа Шукбург, екваторіально встановленого заломлюючого телескопа.
Його найвідомішою роботою було 5-футове вертикальне коло, яке було закінчено в 1789 р. І було використано Джузеппе Піацці в Астрономічній обсерваторії Палермо при складанні свого каталогу зірок та при відкритті карликової планети Церера 1 січня 1801 р..

### Мікрометри
Він першим застосував на практиці метод зчитування кутів (вперше запропонований герцогом Шольне в 1768 р.) Шляхом вимірювання відстані індексу від найближчої лінії поділу за допомогою мікрометричного гвинта, який рухає на один-два тонких нитки, розміщені у фокусі мікроскопа.